# Me Conta da Tua Janela
"Me Conta da Tua Janela" (estilizado em letras minúsculas) é uma canção do duo Anavitória, lançada em 17 de abril de 2020, composta pela integrante Ana Caetano. Gravada em casa, a canção nasceu durante o distanciamento social implementado devido à pandemia do COVID-19, com todo o trabalho de produção e mixagem feito de maneira remota, respeitando as normas do distanciamento.

## Composição
Vitória Falcão, via Instagram, contou como foi o processo: "Essa música foi feita em vários cantos. Depois da janela de Ana, em São Paulo, gravamos aqui, onde estamos juntas num estúdio-não-estúdio muito louco que demos jeito, mandamos tudo pro Tó, que mandou pro Mosca e voltou pra gente. A arte nasceu em Berlim, com a Luísa Zimmer, que Fê encontrou o trabalho vendo uma live do Amarante no Instagram. Algumas cabeças e celulares pra fazer tudo acontecer… Todos esses dias temos pensado maneiras de continuar o trabalho, tentando deixar a engrenagem se movendo. É óbvio que ela vai ficar mais lenta, porque assim estamos todos nós. Mas esse é um tempo de pensar alternativas pra nossas vivências como um todo."

## Certificações
| Região       | Certificação | Vendas |
| ------------ | ------------ | ------ |
| Brasil (PMB) | Ouro         | 40.000 |

## Prêmios e indicações
| Ano  | Prêmio            | Categoria             | Resultado | Ref.  |
| ---- | ----------------- | --------------------- | --------- | ----- |
| 2020 | Meus Prêmios Nick | Hit Nacional Favorito | Indicado  | [ 4 ] |